# David Lammy

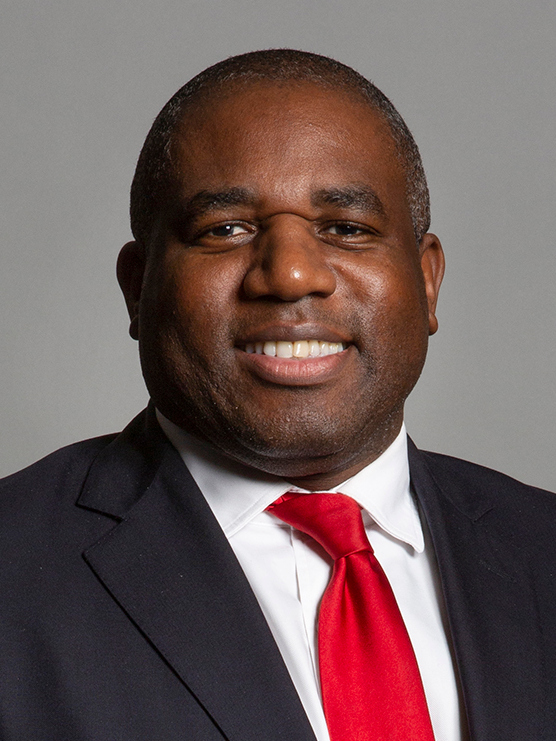
David Lammy (offizielles Porträt) (2019)

David Lammy PC (* 19. Juli 1972 in Archway, London) ist ein britischer Anwalt und Politiker der Labour Party. Er ist seit dem 5. Juli 2024 Außenminister des Vereinigten Königreichs im Kabinett Starmer.

## Leben, Karriere
David Lammy ist der Sohn einer aus Guyana eingewanderten Familie. Er wuchs im Londoner Stadtteil Tottenham auf und besuchte die Downhills Primary School. Im Alter von 10 Jahren erhielt er ein Stipendium für das Internat der King’s School, der Chorschule der Kathedrale von Peterborough. Er studierte an der School of Oriental and African Studies (SOAS) der University of London und schloss sein Jurastudium mit der zweithöchsten Kategorie (Upper Second Class Honours) ab. 1994 wurde er in Lincoln’s Inn als Anwalt in England und Wales zugelassen. Lammy setzte sein Studium an der Harvard University fort, wo er als erster schwarzer Brite die Harvard Law School besuchte; er studierte für einen Master of Laws und schloss sein Studium 1997 ab.
David Lammy gewann am 22. Juni 2000 – nach dem Tod des Abgeordneten Bernie Grant – die Nachwahl im Wahlkreis Tottenham und ist seither Abgeordneter des House of Commons. Er war drei Jahre lang der jüngste Abgeordnete des Unterhauses. Er wurde seither sechsmal in seinem Wahlkreis wiedergewählt. Er diente als Minister unter Tony Blair und Gordon Brown, ab 2002 als Parlamentarischer Unterstaatssekretär im Gesundheitsministerium, von 2005 bis 2007 als Kulturminister, danach bis 2010 als Minister of State for Innovation, Universities and Skills, wo er auf Bill Rammell folgte.
Seit 2019 ist er aufgrund seiner Anwaltshonorare der bestverdienende Abgeordnete in den Reihen der Labour Party. 2020 trat er dem Schattenkabinett von Keir Starmer bei, zuerst als Schattenminister für Justiz und als Schatten-Lord-Chancellor, seit 2021 zuständig für Foreign, Commonwealth and Development Affairs. Er nahm an den Bilderberg-Konferenzen in Washington (2022) und Lissabon (2023) teil. Im Mai 2024 hielt er eine Rede am Hudson Institute, einem konservativen Think-Tank in Washington.
Sein Name zählte – neben Angela Rayner, Rachel Reeves und Yvette Cooper – zu den ersten Kabinettsnominierungen am 5. Juli 2024, nachdem die Conservative Party die Wahlen verloren hatte und Keir Starmer zum Premierminister ernannt worden war.
Er ist seit 2005 mit Nicola Green verheiratet, einer Porträtmalerin. Das Paar hat zwei Söhne und eine Tochter.

## Positionen
Lammy gilt als Befürworter einer engen Zusammenarbeit mit den Vereinigten Staaten.
Er ist ein ausdrücklicher Brexit-Gegner. Am 23. Juni 2018 beteiligte er sich an einer Demonstration von People’s Vote, wo anlässlich des zweijährigen Jubiläums der Abstimmung eine neuerliche Abstimmung über den Austrittstext gefordert wurde.

## Auszeichnungen
Seit 2008 gehört er dem Privy Council an, er ist ein Fellow der Royal Society of Arts.

## Buchpublikationen
- Out of the Ashes: Britain After the Riots, 2011
- Tribes, 2020